# Toadstool Geologic Park
Toadstool Geologic Park está localizado en la zona protegida de Oglala National Grassland, al noroeste de Nebraska. Está administrado por el Servicio Forestal de los Estados Unidos. La ciudad más cercana al parque es Crawford (Nebraska).    
La característica principal del parque son las tierras baldías creadas por la acción erosiva y la posterior sedimentación realizada por antiguos volcanes que ha provocado formaciones en forma de " Seta venenosa" (Toadstool). El nombre del parque deriva de estas formaciones geológicas. 
Los servicios del parque incluyen una ruta interpretativa a través del mismo, exposición de fósiles y la reconstrucción de una casa realizada con césped de las praderas (Sod House).